# Kejwan Ghanbarzade
Kejwan Ghanbarzade (ur. 26 maja 1990) – irański lekkoatleta specjalizujący się w skoku wzwyż.
Halowy wicemistrz Azji z Teheranu (2009). W 2013 zdobył srebrny medal mistrzostw Azji w Pune. Złoty medalista mistrzostw Iranu.
Rekordy życiowe: stadion – 2,26 (21 kwietnia 2012, Sziraz, 22 czerwca 2015, Bangkok oraz 25 czerwca 2015, Pathumthani) rekord Iranu; hala – 2,26 (20 września 2017, Aszchabad) rekord Iranu.

## Osiągnięcia
| Rok  | Impreza                               | Miejsce        | Lokata            | Wynik (m) |
| ---- | ------------------------------------- | -------------- | ----------------- | --------- |
| 2007 | Mistrzostwa świata juniorów młodszych | Ostrawa        | el. – 30. miejsce | 1,95      |
| 2009 | Mistrzostwa Azji                      | Kanton         | 4. miejsce        | 2,15      |
| 2010 | Halowe mistrzostwa Azji               | Teheran        | 2. miejsce        | 2,17      |
| 2010 | Mistrzostwa Azji Zachodniej           | Aleppo         | 6. miejsce        | 2,10      |
| 2010 | Igrzyska azjatyckie                   | Kanton         | 8. miejsce        | 2,19      |
| 2011 | Mistrzostwa Azji                      | Kobe           | 6. miejsce        | 2,18      |
| 2011 | Światowe wojskowe igrzyska sportowe   | Rio de Janeiro | 4. miejsce        | 2,20      |
| 2011 | Uniwersjada                           | Shenzhen       | 6. miejsce        | 2,20      |
| 2012 | Mistrzostwa Azji Zachodniej           | Dubaj          | 2. miejsce        | 2,20      |
| 2013 | Mistrzostwa Azji                      | Pune           | 2. miejsce        | 2,21      |
| 2013 | Igrzyska solidarności islamskiej      | Palembang      | 1. miejsce        | 2,20      |
| 2015 | Mistrzostwa Azji                      | Wuhan          | 5. miejsce        | 2,20      |
| 2015 | Światowe wojskowe igrzyska sportowe   | Mungyeong      | 5. miejsce        | 2,24      |
| 2016 | Halowe mistrzostwa Azji               | Doha           | 4. miejsce        | 2,20      |
| 2017 | Igrzyska solidarności islamskiej      | Baku           | 3. miejsce        | 2,24      |
| 2017 | Mistrzostwa Azji                      | Bhubaneswar    | 6. miejsce        | 2,20      |
| 2017 | Halowe igrzyska azjatyckie            | Aszchabad      | 2. miejsce        | 2,26      |